# وانگ مانگ
وانگ مانگ (چینی: 王莽) (۴۵ پ.م. تا ۶ اکتبر ۲۳ م) یکی از صاحب‌منصبان بسیار قدرتمند و نایب السلطنه دودمان هان و خویش‌همسر خانواده لیو بود. او بنیانگذار و تنها امپراتور دودمان زین (شین یا هٛسین، به‌معنای ادامه‌یافته یا تمدیدیافته) از تاریخ ۹ میلادی الی ۶ اکتبر ۲۳ میلادی بود. او پسردائی امپراتور چنگ هان و برادرخانم‌زادهٔ امپراتور یوان هان بود. پس از فروکش‌کردن عظمت و قدرت دودمان هان غربی، وانگ مانگ در دوره دو امپراتور سلسله هان قدرت مطلق را بتدریج اما سریع به دست خود متمرکز کرد و همزمان علیه دولت مخفیانه شورش را آغاز کرد و در سال ۹ میلادی با پیشگویی دروغین از سوی متحدان خودش که اعلام می‌کرد که امپراتور گائوزو بنیادگذار سلسله هان گفته سلطنت را به وانگ مانگ بدهید و با استفاده از این کارها هان غربی را برانداخته و دودمان زین را بنیان‌نهاد. وانگ مانگ با تقسیم زمین سعی در ارضای مردم نسبت به خویش شد اما بزرگان و اشراف علیه وانگ مانگ قیام کرده و او را به طرز بسیار فجیعی سر بریدند و بدن او را کاملاً مثله کردن. سپس لیو شوان، نوهٔ ندیدهٔ امپراتور جینگ هان به عنوان امپراتور دودمان هان تمدیدیافته (دودمان هان شوان) بر تخت نشست و تا ۲ سال بعد (۲۵ میلادی، تاریخ درگذشتش) بر امپراتوری هان حکم می‌راند و در سال ۲۵ میلادی شخصی به‌نام لیو شیو که نوهٔ ندیدهٔ امپراتور جینگ بود، بر تخت پادشاهی دودمان هان تکیه‌زد و هان شرقی را ایجاد کرده و نام امپراتور گوانگ‌وو هان (هان گوانگ‌وودی) را برای خود انتخاب کرد.

## تصویرسازی مدرن
- وانگ مانگ شخصیتی در رمان فانتزی تاریخی «ارواح وات اوهیو» محصول ۲۰۱۱ است که در آن با تحسین و قهرمانانه با او برخورد می‌شود. یکی از شخصیت‌ها پس از مرگ وانگ مانگ می‌گوید: «او کسی بود که منتظرش بودیم، کسی که هنوز منتظرش هستیم.»

- وانگ مانگ یکی از شخصیت‌های اصلی سریال تلویزیونی چینی «عشق از میان هزاره می‌گذرد» است که در آن چن شیانگ نقش او را بازی می‌کند.